# Urso de Soleura
Urso de Soleura foi um mártir do século III venerado como um santo. Seu corpo está enterrado na cidade suíça de Soleura, da qual é orago. Ele foi associado desde o princípio de sua devoção com a Legião Tebana e com Vítor de Soleura (como no Martirológio Romano). A Vida de Urso foi escrita por Euquério de Lyon no século V e conta que Urso foi torturado e decapitado por ordem do imperador romano Maximiano e do governador local, Hyrtcus, por se recusar a oferecer sacrifícios aos deuses romanos por volta de 286 d.C.

## Devoção
A primeira igreja dedicada a Urso em Soleura foi construída provavelmente após os restos de São Vítor terem sido trazidos de Genebra no final do século V. Suas relíquias estão em exposição em diversas igrejas por toda a Suíça e seu caixão foi encontrado em 1519.